# Larajasse
Larajasse este o comună în departamentul Rhône din sud-estul Franței. În 2009 avea o populație de 1.739 de locuitori.

## Evoluția populației
| An        | 1975  | 1982  | 1990  | 1999  | 2006  | 2009  |
| --------- | ----- | ----- | ----- | ----- | ----- | ----- |
| Populație | 1.335 | 1.358 | 1.371 | 1.477 | 1.668 | 1.739 |